# Аль-Гіляль (Омдурман)
Освітній клуб «Аль-Гіляль» або просто «Аль-Гіляль» (араб. نادي الهلال للتربية) — суданський футбольний клуб з міста Омдурман, який виступає в Прем'єр-лізі Судану.

## Історія
Назва «Гіляль» — арабське слово для позначення півмісяця, — вибране в ніч, коли півмісяць було видно в Омдурмані. Перший з клубів, який отримав назву «Аль-Гіляль».
Наприкінці 1920-х і на початку 1930-х років, коли внаслідок невдалого повстання проєгипетських елементів, опонентів тодішніх прихильників Англо-Єгипетського Судану, британська колоніальна влада заборонила багато заходів та організацій, які потенційно можуть поставити під загрозу їх власність у регіоні. Єдиними легальними організаціями залишилися були спортивні клуби та скаути.
У 1930 році чотири випускники Меморіального коледжу Гордона (нині Хартумський університет) — Хамднаалла Ахмед, Юсиф Мустафа Аль-Тінай, Юсиф Аль-Мамун та Бабікер Мухтар Татай — вирішили створити спортивний клуб як місце, де суданські юнаки можуть випустити власну енергію. 13 лютого 1930 року ще близько десятка майбутніх засновників «Аль-Гіляля», переважно випускників Меморіального коледжу Хартума, зустрілися в будинку Хамдналли Ахмеда в кварталі Аль-Шохад міста Омдурман, щоб обговорити створення нового спортивного клубу.
На той час спортивні клуби були названі на честь кварталів, міст та відомих діячів. Наприклад, Команда Борі (на честь района Хартуму), Команду Гай Аббас (відомою особа) та Хей Алісбталія (мікрорайон Омдурмана). На засіданні було вирішено, що новий клуб повинен мати інклюзивну назву, а не називатися на честь конкретного мікрорайону чи особи. Засновники клубу не змогли домовитися про назву запропонованого клубу, коли в сутінках нарада була тимчасово відкладена для вечірніх молитов у сусідній мечеті. Адам Раджаб, підняв погляд на нічне небо, побачив півмісяць і запропонував назвати команду на честь півмісяця. Усі учасники зібрання підтримали цю ідею й 4 березня 1930 року клуб офіційною отримав назву  «Аль-Гіляль», ставши першим спортивним колективом, який отримав цю назву в Судані та на Близькому Сході загалом.
Форма новоствореного кольору була темно-синьо-білого кольору — на честь білого півмісяця та темно-синього нічного неба. Однак, зважаючи на вищевказане проєгипетське повстання, британська колоніальна влада спочатку відмовилась дозволити формування команди, символ якої, півмісяць, нагадував півмісяць, який займав центральне місце на тогочасному єгипетському прапорі. Лише після неодноразових запевнень у тому, що команда є виключно спортивною організацією для аполітичних студентів коледжу та що її символ не мав політичного підтексту, британська влада поступилась й дозволила створити команду.
У першому складі клубу були присутніми багато засновників першого установчого засідання клубу.
З 1962 року «Аль-Гіляль» виступає в Прем'єр-лізі Судану. Протягом тривалого періоду часу команда виступає в континентальних змаганнях. Найбільшим успіхом «Аль-Гіляля» на мієнародному рівні є вихід у фінал Кубку африканських чемпіонів 1987 (у двоматчевому протистоянні поступився єгипетському «Аль-Аглі», 0:0 та 0:2) та 1992 років (поступився марокканському «Відаду», 0:2 та 0:0).

## Досягнення

### Національний чемпіонат
- Прем'єр-ліга Судану
  -  Чемпіон (28): 1965, 1967, 1970, 1973, 1981, 1983, 1984, 1986, 1987, 1991, 1994, 1995, 1996, 1998, 1999, 2003, 2004, 2005, 2006, 2007, 2009, 2010, 2012, 2014, 2016, 2017, 2018
  -  Срібний призер (13): 1968, 1971, 1972, 1974, 1977, 2000, 2001, 2002, 2008, 2011, 2013, 2015, 2019

- Кубок Судану
  -  Володар (7): 1998, 2000, 2002, 2004, 2009, 2011, 2016
  -  Фіналіст (13): 1993, 1994, 1996, 2005, 2006, 2007, 2008, 2010, 2012, 2013, 2014, 2015, 2017

### Регіональні змагання
- Хартумська ліга
  -  Чемпіон (16): 1953, 1955, 1958, 1959, 1960, 1961, 1963, 1965, 1967, 1969, 1971, 1973, 1982, 1984, 1990, 1993

### Загальноафриканські змагання
- Кубок африканських чемпіонів
  -  Срібний призер (2): 1987, 1992

### Загальноарабські змагання
- Арабський кубок володарів кубків
  -  Фіналіст (1): 2001

## Виступи на континентальних турнірах

### Ліга чемпіонів КАФ
| Сезон | Раунд         | Клуб                      | Вдома | На виїзді | Загалом        |
| ----- | ------------- | ------------------------- | ----- | --------- | -------------- |
| 1997  | 1             | «Кенія Брюверіз»          | 0-0   | 0-0       | 0-0 (4-2 пен.) |
| 1997  | 2             | «Голдфілдс»               | 2-1   | 0-2       | 2-3            |
| 1999  | 1             | «Нчанга Рейнджерс»        | 2-0   | 0-1       | 2-1            |
| 1999  | 2             | «Есперанс»                | 3-3   | 0-5       | 3-8            |
| 2000  | 1             | «Ферроваріу ді Мапуту»    | 1-1   | 1-1       | 2-2 (3-5 пен.) |
| 2004  | Попередній    | «Сент-Джордж»             | 1-1   | 2-1       | 3-2            |
| 2004  | 1             | «Аль-Аглі»                | 0-0   | 1-0       | 1-0            |
| 2004  | 2             | «Суперспорт Юнайтед»      | 0-0   | 0-2       | 0-2            |
| 2005  | Попередній    | «Авасса Сіті»             | 2-1   | 1-1       | 3-2            |
| 2005  | 1             | «Есперанс»                | 2-0   | 1-5       | 3-5            |
| 2006  | Попередній    | «Поліс»                   | 3-0   | 0-0       | 3-0            |
| 2006  | 1             | «Енугу Рейнджерс»         | 4-0   | 0-1       | 4-1            |
| 2006  | 2             | «Орландо Пайретс»         | 3-1   | 0-2       | 3-3 (в.г.)     |
| 2007  | Попередній    | «Полісі»                  | 4-0   | 2-0       | 6-0            |
| 2007  | 1             | «Замалек»                 | 2-0   | 2-2       | 4-2            |
| 2007  | 2             | «Насарава Юнайтед»        | 3-0   | 0-3       | 3-3 (3-2 пен.) |
| 2007  | Груповий етап | «Аль-Аглі»                | 3-0   | 0-2       | 2-е місце      |
| 2007  | Груповий етап | «Есперанс»                | 2-0   | 1-1       | 2-е місце      |
| 2007  | Груповий етап | АСЕК Мімозас              | 2-1   | 0-1       | 2-е місце      |
| 2007  | 1/2 фіналу    | Етуаль дю Сахель          | 2-1   | 1-3       | 3-4            |
| 2008  | 1             | «ЗЕСКО Юнайтед»           | 2-0   | 0-0       | 2-0            |
| 2008  | 2             | «Мамелоді Сандаунз»       | 4-2   | 0-1       | 4-3            |
| 2008  | Груповий етап | «Еньїмба»                 | 3-2   | 1-4       | 4-е місце      |
| 2008  | Груповий етап | «ТП Мазембе»              | 2-2   | 0-0       | 4-е місце      |
| 2008  | Груповий етап | «Котонспорт Гаруа»        | 1-1   | 0-1       | 4-е місце      |
| 2009  | 1             | «Стад Тампоннау»          | 3-1   | 1-2       | 4-3            |
| 2009  | 2             | «Примейру де Агошту»      | 2-0   | 1-3       | 3-3 (в.г.)     |
| 2009  | Груповий етап | «Аль-Меррейх»             | 3-1   | 0-0       | 2-е місце      |
| 2009  | Груповий етап | «ЗЕСКО Юнайтед»           | 1-0   | 0-2       | 2-е місце      |
| 2009  | Груповий етап | «Кано Пілларс»            | 2-0   | 1-2       | 2-е місце      |
| 2009  | 1/2 фіналу    | ТП Мазембе                | 2-5   | 2-0       | 4-5            |
| 2010  | 1             | «Африка Спорс Насьйональ» | 4-1   | 0-0       | 4-1            |
| 2010  | 2             | «Ісмайлі»                 | 0-1   | 1-3       | 1-4            |
| 2011  | 1             | «Рекреатіву да Каала»     | 3-0   | 1-1       | 4-1            |
| 2011  | 2             | «Клуб Африкен»            | 1-0   | т.п.1     | 1-0            |
| 2011  | Груповий етап | «Котонспорт Гаруа»        | 2-1   | 0-2       | 2-е місце      |
| 2011  | Груповий етап | Еньїмба                   | 1-2   | 2-2       | 2-е місце      |
| 2011  | Груповий етап | «Раджа» (Касабланка)      | 1-0   | 0-0       | 2-е місце      |
| 2011  | 1/2 фіналу    | «Есперанс»                | 0-2   | 0-2       | 0-4            |
| 2012  | 1             | ДФК 8                     | 5-1   | 3-0       | 8-1            |
| 2012  | 2             | АСО Шлеф                  | 1-1   | 1-1       | 2-2 (2-4 пен.) |
| 2013  | 1             | «Севе Спортс»             | 3-1   | 1-4       | 4-5            |
| 2016  | 1             | «Аль-Аглі» (Триполі)      | 2-1   | 0-1       | 2-2 (в.г.)     |
| 2017  | 1             | «Порт-Луї 2000»           | 3-0   | 2-2       | 5-2            |
| 2017  | Груповий етап | «Етуаль дю Сахель»        | 1-1   | 1-1       | 4-е місце      |
| 2017  | Груповий етап | «Ферроваріу ді Бейра»     | 0-32  | 1-1       | 4-е місце      |
| 2017  | Груповий етап | «Аль-Меррейх»             | 1-1   | 1-2       | 4-е місце      |
| 2018  | 1             | «АС Того-Порт»            | 3-1   | 0-2       | 3-3 (в.г.)     |

1- Результати другого матчу було анульовано, оскільки вболівальники клубу «Клуб Африкен» вибігли на поле на 81-й хвилині за рахунку 1:1.

2- 7 липня 2017 року ФІФА призупинило членство Футбольної асоціації Судану, тому представникам цієї країни в міжнародних матчах були зараховані технічні поразки з рахунком 0:3.

### Кубок африканських чемпіонів
| Сезон | Раунд      | Клуб                   | Вдома | На виїзді | Загалом       |
| ----- | ---------- | ---------------------- | ----- | --------- | ------------- |
| 1966  | 1          | «Ефіо-Цемент»          | 6-0   | 4-1       | 10-1          |
| 1966  | 1/4 фіналу | «Діабле-Нуар»          | 6-1   | 4-1       | 10-2          |
| 1966  | 1/2 фіналу | «Стад д'Абіджан»       | 1-0   | 2-4       | 3-4           |
| 1967  | 1          | «Аль-Олімпі»           | 0-1   | 1-3       | 1-4           |
| 1970  | 1          | «Ісмайлі»              | 0-0   | 0-1       | 0-1           |
| 1974  | 1          | «Аль-Аглі» (Триполі)   | 3-0   | 2-2       | 5-2           |
| 1974  | 2          | «Газль Аль-Мехалла»    | 4-1   | 1-4       | 5-5 (4-2 пен) |
| 1982  | 1          | «Тізі-Узу»             | 1-0   | 0-1       | 1-1 (4-1 пен) |
| 1982  | 2          | КСК                    | 1-3   | 0-2       | 1-5           |
| 1984  | 1          | Прінтінг Едженсі       | 1-1   | 0-1       | 1-2           |
| 1985  | 1          | «Вілла»                | 2-0   | 2-4       | 4-4 (в. г.)   |
| 1985  | 2          | «Замалек»              | 1-1   | 0-4       | 1-5           |
| 1987  | 1          | «Інтер Стар»           | 2-0   | 1-0       | 3-0           |
| 1987  | 2          | «Вілла»                | 1-0   | 1-2       | 2-2 (в.г.)    |
| 1987  | 1/4 фіналу | «Левентіс Юнайтед»     | 2-1   | 0-0       | 2-1           |
| 1987  | 1/2 фіналу | «Канон Яунде»          | 1-0   | 0-1       | 1-1 (4-1 пен) |
| 1987  | Фінал      | «Аль-Аглі»             | 0-0   | 0-2       | 0-2           |
| 1988  | 1          | «Вагад»                | 6-0   | 1-1       | 7-1           |
| 1988  | 2          | «Кабве Ворріорз»       | 3-1   | 0-0       | 3-1           |
| 1988  | 1/4 фіналу | ФАР                    | 1-0   | 0-3       | 1-3           |
| 1990  | 1          | «Мукунгва»             | 4-0   | 2-0       | 6-0           |
| 1990  | 2          | «Дайнамоз»             | 1-0   | 1-2       | 2-2 (в.г.)    |
| 1990  | 1/4 фіналу | Асанте Котоко          | 2-2   | 1-2       | 3-4           |
| 1992  | 1          | «Турбійон»             | 0-1   | 3-2       | 3-3 (в.г.)    |
| 1992  | 2          | «АС Сотема»            | т.п.1 | т.п.1     | т.п.1         |
| 1992  | 1/4 фіналу | «Гор Магія»            | 2-0   | 0-2       | 2-2 (4-2 пен) |
| 1992  | 1/2 фіналу | «Ісмайлі»              | 0-0   | 1-1       | 1-1 (в.г.)    |
| 1992  | Фінал      | «Відад» (Касабланка)   | 0-0   | 0-2       | 0-2           |
| 1993  | 1          | «Санрайс Флек Юнайтед» | 0-1   | 0-2       | 0-3           |
| 1995  | 1          | «Дайнамоз»             | 0-1   | 0-1       | 0-2           |
| 1996  | 1          | «Сент-Джордж»          | 0-0   | 0-1       | 0-1           |

1- «АС Сотема» знявся зі змагань.

### Кубок конфедерації КАФ
| Сезон | Раунд         | Клуб                    | Вдома | На виїзді | Загалом        |
| ----- | ------------- | ----------------------- | ----- | --------- | -------------- |
| 2004  | 3             | «Ліберті Профешионалс»  | 1-0   | 0-1       | 1-1 (3-0 пен.) |
| 2004  | Груповий етап | «Петру Атлетіку»        | 1-0   | 1-3       | 3-є місце      |
| 2004  | Груповий етап | «Асанте Котоко»         | 2-0   | 0-3       | 3-є місце      |
| 2004  | Груповий етап | «Енугу Рейнджерс»       | 2-1   | 0-4       | 3-є місце      |
| 2006  | 3             | «Олімпік» (Хурігба)     | 0-0   | 1-2       | 1-2            |
| 2010  | 3             | «КАПС Юнайтед»          | 5-1   | 3-0       | 8-1            |
| 2010  | Груповий етап | «АСФАН Ніамей»          | 4-2   | 0-0       | 1-е місце      |
| 2010  | Груповий етап | «Джоліба»               | 2-1   | 0-2       | 1-е місце      |
| 2010  | Груповий етап | «Аль-Іттіхад» (Триполі) | 2-0   | 2-1       | 1-е місце      |
| 2010  | 1/2 фіналу    | «Сфаксьєн»              | 1-0   | 0-1       | 1-1 (3-5 пен.) |
| 2012  | 3             | СОБ                     | 2-0   | 1-0       | 3-0            |
| 2012  | Груповий етап | «Аль-Аглі» (Шенді)      | 2-0   | 2-1       | 2-е місце      |
| 2012  | Груповий етап | «Аль-Меррейх»           | 1-1   | 0-2       | 2-е місце      |
| 2012  | Груповий етап | «Інтер» (Л)             | 3-0   | 1-0       | 2-е місце      |
| 2012  | 1/2 фіналу    | «Джоліба»               | 2-0   | 0-2       | 2-2 (6-7 пен)  |
| 2018  | Плей-оф       | «Аква Юнайтед»          | 2-0   | 1-3       | 3-3 (в.г.)     |
| 2018  | Груповий етап | «Ренесанс» (Беркан)     | 0-2   | 0-1       | 4-е місце      |
| 2018  | Груповий етап | «Аль-Масрі»             | 1-1   | 0-2       | 4-е місце      |
| 2018  | Груповий етап | «HCB Сонгу»             | 2-2   | 1-1       | 4-е місце      |

### Кубок КАФ
| Сезон | Раунд      | Клуб             | Вдома | На виїзді | Загалом |
| ----- | ---------- | ---------------- | ----- | --------- | ------- |
| 1998  | 1          | АПР              | 2-1   | 1-0       | 3-1     |
| 1998  | 2          | «Замалек»        | 1-0   | 0-0       | 1-0     |
| 1998  | 1/4 фіналу | «Мотема Пембе»   | 2-2   | 0-2       | 2-4     |
| 2002  | 1          | Етуаль дю Сахель | 2-1   | 0-2       | 2-3     |

### Кубок володарів кубків КАФ
| Сезон | Раунд | Клуб                 | Вдома | На виїзді | Загалом |
| ----- | ----- | -------------------- | ----- | --------- | ------- |
| 1994  | 1     | «Район Спорт»        | 1-0   | 1-4       | 2-4     |
| 2001  | 1     | «Замалек»            | 0-1   | 0-1       | 0-2     |
| 2003  | 1     | «Іншуренс»           | 2-0   | 2-0       | 4-0     |
| 2003  | 2     | «Балаєт Ель-Магалла» | 0-0   | 2-4       | 2-4     |

## Відомі гравці
- Бубакар Діарра
- Томас Улімвенгу
- Лоїк Феджу